# K/DA
K/DA är en virtuell k-pop-tjejgrupp som består av de fyra League of Legends-figurerna Ahri, Akali, Evelynn och Kai'Sa. (G)I-dle-medlemmarna Miyeon och Soyeon gör rösterna åt Ahri respektive Akali, Madison Beer gestaltar Evelynn och Jaira Burns är röstskådespelare åt Kai'Sa. Figurerna har dock även gestaltats av andra artister.
K/DA utvecklades av Riot Games, företaget bakom League of Legends, och presenterades vid 2018 års League of Legends World Championship med ett liveframträdande av deras debutsingel "Pop/Stars". En musikvideo till låten kom senare att bli viral, med över 100 miljoner visningar på en månad, 550 miljoner visningar i maj 2023 och en förstaplacering på Billboard-listan World Digital Song Sales.

## Diskografi

### EP
- All Out (2020)

### Singlar
- "Pop/Stars" (2018)
- "The Baddest" (2020)
- "More" (2020)
- "I'll Show You" (2020)
- "Villain" (2020)
- "Drum Go Dum" (2020)